# Aeroporto di Béni Mellal
L'aeroporto di Béni Mellal (in arabo مطار بني ملال‎?), noto anche col nome commerciale di aeroporto internazionale di Béni Mellal-Oulad Yaich (IATA: BEM, ICAO: GMMD) è stato aperto nel 2014 e si trova a 10 km dal centro della città di Béni Mellal. In precedenza era un piccolo aerodromo da turismo.